# Гартелтон (Пенсільванія)
Гартелтон (англ. Hartleton) — місто (англ. borough) в США, в окрузі Юніон штату Пенсільванія. Населення — 251 особа (2020).

## Географія
Гартелтон розташований за координатами 40°54′1″ пн. ш. 77°9′23″ зх. д. / 40.90028° пн. ш. 77.15639° зх. д. (40.900186, -77.156414).  За даними Бюро перепису населення США в 2010 році місто мало площу 2,35 км², уся площа — суходіл.

## Демографія
Згідно з переписом 2010 року, у селищі мешкали 283 особи в 100 домогосподарствах у складі 81 родини. Густота населення становила 120 осіб/км².  Було 107 помешкань (45/км²).
Расовий склад населення:
| - 98,6 % — білих |

До двох чи більше рас належало 1,4 %. Частка іспаномовних становила 0,0 % від усіх жителів.
За віковим діапазоном населення розподілялося таким чином: 25,4 % — особи молодші 18 років, 58,0 % — особи у віці 18—64 років, 16,6 % — особи у віці 65 років та старші. Медіана віку мешканця становила 41,3 року. На 100 осіб жіночої статі у селищі припадало 99,3 чоловіків;  на 100 жінок у віці від 18 років та старших — 97,2 чоловіків також старших 18 років.
Середній дохід на одне домашнє господарство  становив 68 374 долари США (медіана — 56 042), а середній дохід на одну сім'ю — 80 365 доларів (медіана — 63 594). Медіана доходів становила 36 563 долари для чоловіків та 22 273 долари для жінок. За межею бідності перебувало 17,3 % осіб, у тому числі 39,1 % дітей у віці до 18 років та 17,1 % осіб у віці 65 років та старших.
Цивільне працевлаштоване населення становило 104 особи. Основні галузі зайнятості: освіта, охорона здоров'я та соціальна допомога — 23,1 %, роздрібна торгівля — 14,4 %, будівництво — 13,5 %.